# Starsky & Hutch (film)
Starsky & Hutch è un film del 2004, diretto da Todd Phillips, con Owen Wilson e Ben Stiller, rifacimento della serie televisiva Starsky & Hutch degli anni settanta in chiave ironica.
Il film inverte quelle che erano le personalità dei due protagonisti nella serie televisiva. Infatti nella serie degli anni settanta Starsky era curioso, avventato e impulsivo, mentre Hutch molto serio e disciplinato. Nel film Starsky gioca il ruolo del poliziotto serio, mentre Hutch quello dello scavezzacollo.
Nel film hanno recitato quattro componenti del Frat Pack, benché non tutti in ruoli importanti.

## Trama

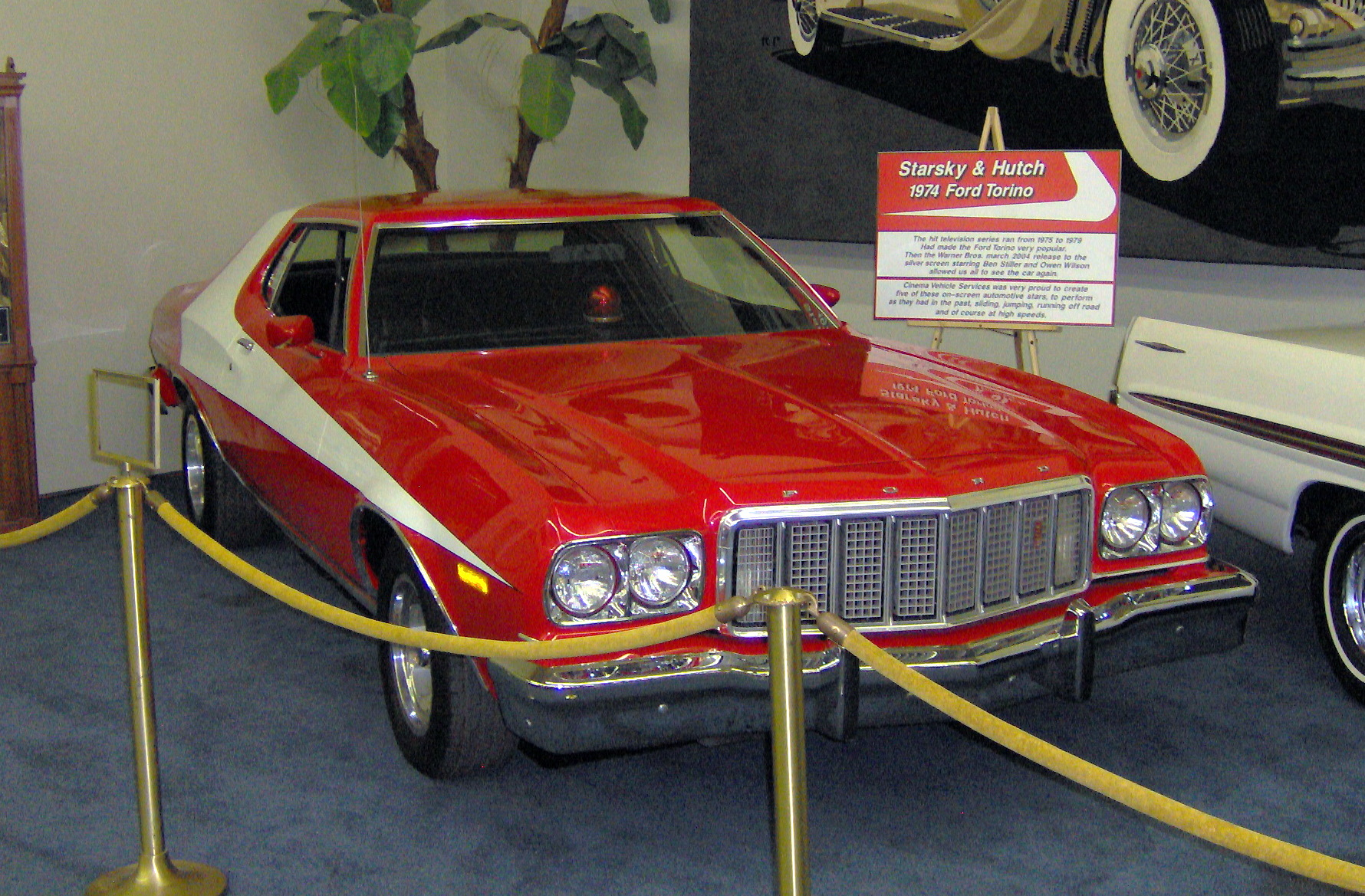
Una delle Ford Gran Torino usata nel film Starsky & Hutch

Bay City, anni settanta. Su uno yacht in mare aperto, tre uomini discutono di un affare di cocaina. L'affarista Reese Feldman uccide un suo collaboratore, Terrence Myers, colpevole di non aver vigilato sul trasporto della droga: un aereo su quattro che ne trasportavano è precipitato. Feldman è prossimo alla vendita di un grosso quantitativo di "nuova cocaina", trattata chimicamente per non essere percepita dai cani antidroga.
Il film si sposta così alla presentazione dei due protagonisti, David Starsky e Ken Hutchinson: il primo non trasgredisce mai una regola e considera il lavoro il suo pane quotidiano; il secondo non si fa scrupoli a trasgredire qualche regola, chiudendo un occhio su piccole attività illecite dei suoi informatori, primo fra tutti Huggy Bear e i suoi traffici di marijuana.
Dopo aver ritrovato sulla riva un cadavere di un uomo, la cui identità risulta essere di Terrence Myers, i due raccolgono dal suo portafogli un biglietto della "Reese Feldman Corporation". Chiacchierando con Feldman, Starsky e Hutch capiscono che Terrence aveva una relazione con Heather, una delle cheerleader della squadra di football di Bay City. Prima che gli agenti se ne vadano, Feldman consegna loro due biglietti per una serata di gala con una riffa di beneficenza.
Interrogata, Heather dà loro una giacca di Myers, con sopra scritte le iniziali di un tale Big Earl, di cui si mettono alla ricerca. Interrogato in carcere dai due poliziotti, Earl risponde volentieri alle loro domande, ma a patto che questi assecondino alcune sue bizzarre richieste legate alle sue inclinazioni feticiste, ma soprattutto alla sua passione morbosa per i draghi. Seppur con riluttanza, i due accettano la proposta, e dopo essersi esibiti in buffe quanto umilianti coreografie sexy, scoprono che ha lavorato con Feldman, ma che ha smesso di fargli favori quando ha capito che Reese voleva pagarlo in cocaina anziché in denaro. L'intero incontro viene però ripreso a loro insaputa da una telecamera: l'episodio getta nel ridicolo l'intero distretto di polizia e scatena le ire del capitano Doby il quale decide di sollevarli dal caso. Inoltre il capitano sostiene che la busta di droga data agli agenti non sia altro che dolcificante artificiale, che si portano a casa.
A quel punto Starsky e Hutch decidono di  approfondire la conoscenza di due avvenenti cheerleader conosciute durante le indagini: Stacey e Holly, che invitano a cena. Pensando che sia dolcificante, Starsky mette un po' di cocaina nel suo caffè che lo porta presto su di giri, fino a farlo dare di matto in una discoteca, dove arriva addirittura a tirar fuori la pistola. L'indomani, i due realizzano che il dolcificante in realtà è cocaina e che probabilmente il tutto è collegato ad una soffiata ricevuta in precedenza da Huggy Bear su un imminente movimento di droga molto grosso.
Uscendo di casa, un sicario assoldato da Feldman, Lee M. Chau, tenta di farli fuori danneggiando anche l'auto di Starsky. Dopo essere stato portato alla centrale ed essere stato interrogato, Lee M. Chau, grazie anche ai modi affabili di Hutch, fa una serie di rivelazioni in cui trovano conferma che Feldman spaccia droga e ha ucciso Myers. Per incastrare il criminale, i due si travestono da mimi al Bat mitzvah della figlia, ma falliscono miseramente il blitz, uccidendo per sbaglio il pony che lui voleva regalarle: dopo l'ennesimo imbarazzo, il capitano li sospende, facendo anche venire allo scoperto le iniziali intenzioni di Starsky di cambiare dipartimento perché urtato dalla condotta poco professionale di Hutch. Inevitabilmente il retroscena, seppur riferito al passato, produce una rottura tra i due.
Sempre più deciso a sbarazzarsi dei due poliziotti, Feldman fa nascondere dell'esplosivo a casa di Hutch che viene fatto detonare accidentalmente dal piccolo Willis, un ragazzino amico di Hutch: il piccolo finisce in ospedale e l'episodio lega nuovamente i due poliziotti, che si rimettono in pista. Convincono Huggy Bear a travestirsi da caddie per avvicinarsi a Feldman e registrare le sue conversazioni. In questo modo vengono a sapere che la droga sarà consegnata proprio durante la serata di gala della quale hanno i biglietti.
Mascheratisi, si presentano alla serata di gala di Feldman, a cui è presente anche il capitano Doby. Starsky e Hutch intuiscono che la riffa è truccata: ciascun compratore lascia al guardaroba una valigia con dentro 5 milioni di dollari, e in cambio riceve il biglietto che garantirà a ciascuno la vincita di una Volkswagen (precisamente una Karmann Ghia Coupe gialla) piena di cocaina. Fingendo di avere il biglietto vincente, Hutch riesce a salire sul palco e aprire il cofano della macchina. Scoperto, Feldman, nel panico, blocca con la pistola Hutch, mentre Starsky nel tentativo di liberarlo spara alla spalla il capitano Doby ferendolo. Nel caos Feldman riesce a scappare, ma viene inseguito in auto da Starsky e Hutch. Reese prende la sua barca e Hutch suggerisce di lanciarsi con l'auto dal molo e atterrare sopra la barca. Per la potenza della vettura Starsky, lanciato a tavoletta, supera la barca nel volo e finisce in mare perdendo la tanto amata auto. Intanto Huggy Bear, entrato nello yacht prima della fuga, manomette il motore della barca, stordisce Feldman con un colpo di mazza da golf e lo fa arrestare prendendo per sé anche una delle valigie con 5 milioni di dollari.
Dopo aver festeggiato, fanno un ingresso a sorpresa gli Starsky e Hutch originali, protagonisti della nota serie televisiva, che danno la loro Ford Gran Torino al nuovo Starsky. Il film si conclude con i due che girano a tutta velocità per Bay City con l'auto.
Durante i titoli di coda con le immagini si vedono alcune scene stunt della Gran Torino sbagliate e alcune scene eliminate.

## Colonna sonora
Oltre alle canzoni contenute nell'album della colonna sonora, nel film vengono usate (in ordine cronologico di comparsa) anche i brani: Can't Smile Without You di Barry Manilow, We've Only Just Begun dei Carpenters, Cocaine di Eric Clapton e Sweet Emotion degli Aerosmith.

### Tracce
1. Old Days - Chicago - 3:29
2. Dazz - Brick - 5:38
3. Folsom Prison Blues - Johnny Cash - 2:50
4. Right Back Where We Started From - Maxine Nightingale - 3:15
5. Use Me - Bill Withers - 3:38
6. Feel Like Makin Love - Dan Finnerty - 3:35
7. Dancing Machine - Jackson 5 - 2:37
8. The Weight - The Band - 4:34
9. That's the Way (I Like It) - KC & the Sunshine Band - 3:05
10. Don't Give Up On Us - Owen Wilson - 1:08
11. I Want'A Do Something Freaky To You - Leon Haywood - 5:53
12. Love Will Keep Us Together - Brigette Romanek - 3:51
13. I'm A Ramblin' Man - Waylon Jennings - 2:46
14. Afternoon Delight - Starland Vocal Band - 3:12
15. Two Dragons - Theodore Shapiro - 2:45

## Distribuzione

### Edizione italiana
Nell'edizione italiana, i due Starsky & Hutch televisivi degli anni settanta, interpretati da Paul Michael Glaser e da David Soul, mantengono i doppiatori della serie TV originale: Manlio De Angelis (Starsky) e Cesare Barbetti (Hutch).

## Critica
Il film ha ricevuto il 64% di critica positiva su Rotten Tomatoes e durante l'edizione dei Razzie Awards 2004 una candidatura come Peggior attore per Ben Stiller e una per la Peggior attrice non protagonista a Carmen Electra.

## Riconoscimenti
- 2004 - MTV Movie Awards
  - Miglior bacio a Owen Wilson, Amy Smart e Carmen Electra